# Appaleptoneta silvicultrix
Appaleptoneta silvicultrix är en spindelart som först beskrevs av Crosby och Bishop 1925.  Appaleptoneta silvicultrix ingår i släktet Appaleptoneta och familjen Leptonetidae. Inga underarter finns listade i Catalogue of Life.